# حوزه علمیه سبزوار
حوزه علمیه سبزوار جزء قدیمی‌ترین حوزه‌های علمیه ویژه شیعیان می‌باشد که از قرن پنجم آغاز و تاکنون دایر می‌باشد.
قدیمی‌ترین حوزه علمیه سبزوار حوزه علمیه فخریه می‌باشد که قدمت بیش از ۱۱۰۰ ساله دارد و کهن‌ترین مدرسه ایران به‌شمار می‌آید.

## دوره نخست
اولین دوره حوزه علمیه سبزوار از قرن پنجم آغاز و تا قرن هشتم ادامه می‌یابد. علی بن عبدالصمد تمیمی سبزواری از فرزانگان قرن پنجم هجری است. در قرن هشتم شمار فرزانگان شیعی به نه تن می‌رسد. و در هر یک از دو قرن هفتم و هشتم تنها از یک عالم شیعی یاد شده‌است. با یورش مغول حوزه‌های علمیه سبزوار نیز همچون دیگر حوزه‌های علمیه شیعه به رکود علمی رسید.
مؤلف کتاب تاریخ مدارس ایران، در این دوره به مدارس زیر اشاره کرده‌است:
- مدرسه خواجه امیرک نزل آبادی
- مدرسه میان بازار
- مدرسه فخریه[۵]
- مدرسه کوی سیار

## دوره دوم
این دوره از قرن نهم آغاز و تا هم‌اکنون ادامه دارد. شیخ آقا بزرگ تهرانی در قرن نهم، از سه تن از عالمان سبزواری به نام‌های حسین سبزواری و نصیرالدین طبری و نظام الدین حسینی یاد می‌کند، که در قرن دهم شمار آنان به شش تن و در قرن یازدهم به پانزده نفر می‌رسد و در قرن دوازدهم از بیست فرزانه شیعی تجاوز می‌کند.
بدین ترتیب باید گفت قیام سربداران در دوره نخست از حوزه علمیه سبزوار موجب شده تا در قرون بعد، حوزه علمیه قوی تر شده و دانشمندان بیشتری تربیت کند.
سبزوار تا زمان قبل از حکیم سبزواری جزء حوزه‌های علمیه مشهور در کشور بود، ولی پس از حاج ملا هادی سبزواری این شهرت به سرتاسر جهان کشیده شد و طلابی از نقاط مختلف جهان به سبزوار می‌آمدند و از دروس حاجی سبزواری استفاده می‌بردند.
در هشتم آذرماه ۱۳۹۸ شمسی مدیر جدیدی برای حوزه علمیه اهل بیت (علیهم السلام) سبزوار (که از فعال‌ترین حوزه‌های خراسان رضوی است) انتخاب شد.

## حوزه‌های علمیه کنونی
- حوزه علمیه فخریه
- حوزه علمیه اهل بیت (علیهم السلام) مشهور به فصیحیه
- حوزه علمیه محمدیه مشهور به آیت الله میرزا حسین فقیه سبزواری
- حوزه علمیه لطفعلیخان
- حوزه علمیه شریعتمدار مشهور به آیت الله شریعتمدار
- حوزه علمیه نرجس خاتون بایگانی‌شده  در ۷ دسامبر ۲۰۱۹ توسط Wayback Machine(سلام الله علیها) مخصوص بانوان

## موقعیت مکانی حوزه‌های علمیه
- حوزه علمیه فخریه: خیابان بیهق، چهارراه بیهق
- حوزه علمیه اهل بیت (علیهم السلام): خیابان بیهق، جنب سه راه قائم
- حوزه علمیه محمدیه: میدان کارگر، خیابان ابوریحان بیرونی، نرسیده به اداره تأمین اجتماعی
- حوزه علمیه لطفعلیخان: خیابان اسرار شمالی، جنب مسجد لطفعلیخان
- حوزه علمیه شریعتمدار: خیابان بیهق، روبروی پایگاه بسیج شهید شجیعی
- حوزه علمیه نرجس خاتون  (سلام الله علیها): خیابان سید جمال الدین اسدآبادی، چهارراه کوشک

## روحانیون سرشناس قدیم سبزوار
به برخی از علمای مشهور سبزوار که برخاسته از حوزه‌های علمیه سبزوار می‌باشند، تا سال ۱۳۶۰ اشاره می‌کنیم:
- ملا محمدباقر سبزواری مشهور به محقق سبزواری
- حاج ملا هادی سبزواری مشهور به حکیم سبزواری
- ملا حسین واعظ کاشفی صاحب کتاب روضه الشهداء
- سید عبدالاعلی سبزواری صاحب تفسیر مواهب الرحمن و تک مرجع زمان خویش
- میرزا موسی فقیه سبزواری جزء علمای مشهور زمان خویش در سبزوار
- میرزا حسین فقیه سبزواری جزء مراجع تقلید پیشین
- احمد بن علی بیهقی مشهور به بوجعفرک بیهقی
- ابوالحسن بن زید بیهقی مشهور به ابن فندق
- محمدتقی شریعتی پدر علی شریعتی
- امین الشریعه سبزواری جزء علمای مشهور در اواخر قاجاریه
- سید حسین علوی سبزواری مشهور به حاجی بزرگ

## روحانیون سرشناس کنونی سبزوار
به برخی از علمای کنونی سبزوار اشاره می‌کنیم:
- سید محمد حسن علوی سبزواری جزء علمای سبزوار
- سید محمدعلی امین خراسانی سبزواری جزء مراجع تقلید شیعه در قم و تهران
- سید علی سبزواری جزء مراجع تقلید شیعه در نجف
- شمس الدین واعظی سبزواری جزء مراجع تقلید شیعه در عراق
- علی اصغر باغانی مدرس حوزه و استاد اخلاق در سبزوار
- علی رحمانی سبزواری مدرس دانشگاه و حوزه
- عباسعلی زارعی سبزواری مدرس دروس خارج در قم
- حسن عالمی سبزواری مدرس دروس خارج و عضو مجلس خبرگان رهبری[۱۱]
- عزیزالله مهریزی مدرس درس خارج در قم
- آیت الله حسین شهرستانی